# Elias von Cyon

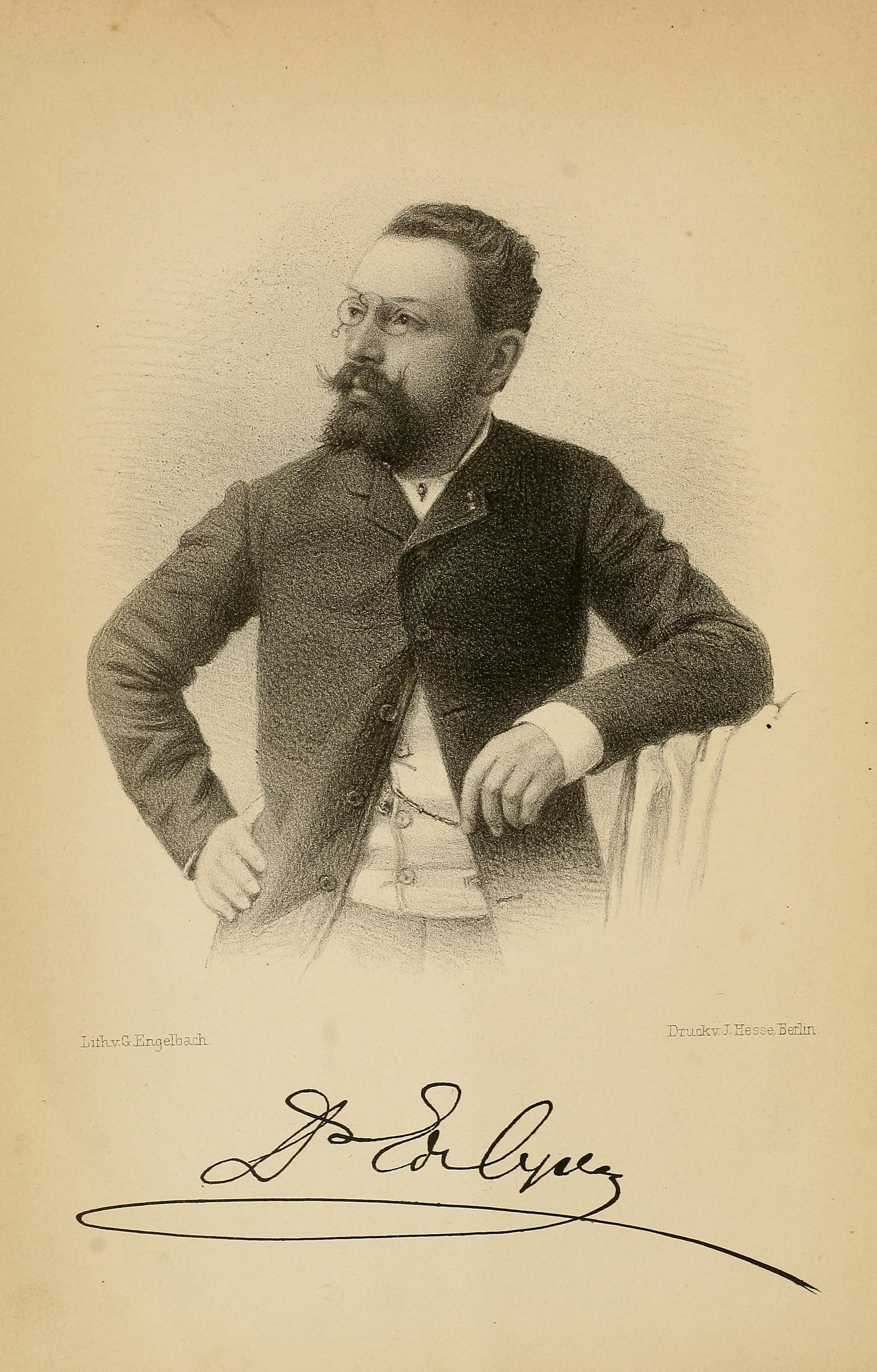
Elias von Cyon

Elias von Cyon (Ilya Faddeyewitsch Tsion, Élie de Cyon) (* 25. März 1843 in Telšiai, Gouvernement Kowno, Russisches Kaiserreich; † 23. Oktober 1912 in Paris) war ein Physiologe und Schriftsteller.

## Leben
Er studierte Medizin in Warschau, Kiew und Berlin.
1866 war er in Leipzig Assistent von Carl Ludwig, mit dem er die dämpfende Wirkung des Nervus vagus auf das Herz beschrieb. Auch mit Ernst Wilhelm von Brücke in Wien arbeitete er zusammen.
1867 wurde er, als Nachfolger von Iwan Michailowitsch Setschenow, an der Universität Sankt Petersburg auf den  Lehrstuhl für Anatomie und Physiologie berufen. Zu seinen Schülern zählte Iwan Petrowitsch Pawlow.
Zar Alexander II. schlug ihn zum Ritter und ernannte ihn zum Staatsrat. 1872 wurde er Mitglied der Petersburger medizinischen Akademie. In dieser Zeit gewann der Russische Nihilismus in Petersburg die Oberhand und es kam zu Studentenunruhen, in deren Folge er seine Lehrtätigkeit aufgab.
1875 emigrierte er nach Frankreich, wo er seine Forschung in Zusammenarbeit mit Claude Bernard fortsetzte.
Zeitweilig war er für die Zeitschriften Le Gaulois und Juliette Adams Nouvelle Revue tätig. Seine Verbindungen zu offiziösen politischen Stellen in Russland behielt er bei.
1880 ernannte Frankreich ihn zum Chevalier de la Légion d’honneur.
Zur Finanzierung einer Zeitung, die den deutsch-russischen Beziehungen zugutekommen sollte, war er 1884 an Gerson Bleichröder herangetreten, was dieser jedoch ablehnte.
In den späten 1880er Jahren wurde er als Freund, Agent und Parteigänger des einflussreichen nationalistischen und antideutschen Redaktors der Moskauer Zeitung Michael Katkow bekannt und wurde deshalb auch für deutschfeindlich gehalten. Er befürwortete die russisch-französische Allianz.
Im Februar 1887 berief Finanzminister Iwan Alexejewitsch Wischnegradski ihn nach Sankt Petersburg, wo er bei der Entwicklung der neuen Beziehungen zum Pariser Geldmarkt, insbesondere den Rothschilds, mithelfen sollte. Ab Mai war er im Finanzministerium Beamter für außerordentliche Missionen, und sämtliche großen Geschäfte im Ausland gingen durch seine Hände. Die folgenden drei Jahre verstärkte sich auch die Beziehung zu Bleichröder. Die Franzosen legten seine Mission dahingehend aus, das Monopol der Berliner Anleihen an Russland zu brechen. In dieser Zeit stellte er fest, dass seine Korrespondenz auf „Verlangen von G.“ (vermutlich Außenminister Giers) untersucht wurde.
Gegenüber Bleichröder trat er immer als Freund der russisch-deutschen Beziehungen auf. In Russland war er immer Verfechter einer französisch-russischen Entente. Bernhard von Bülow in Petersburg meinte, dass „jeder anständige und patriotische Russe Cyon für einen verlogenen und bestechlichen Juden mit revolutionären Tendenzen halte“.
1889 war er in Beschuldigungen verwickelt, über Bleichröder und ihn habe Otto von Bismarck versucht, direkte Verbindung mit Georges Boulanger aufzunehmen.
1891 brach er mit Wischnegradski und griff in der Folge die Finanzabteilung scharf an.
1895 lieferte er in der autobiografische gestalteten Geschichte Histoire de l'Entente franco-russe, 1886-1894 zu seiner Verteidigung eine eigene Darstellung der im Boulangerprozess zur Sprache gekommenen Vorgänge; die Bekanntschaft mit Bleichröder stritt er nicht ab.
Mit seiner Maitresse, der Schauspielerin Marie Legoult, hatte er ein Kind.
Ende der 1890er Jahre schrieb er eine Polemik gegen Wischnegradskis Nachfolger Sergei Juljewitsch Witte und verlor dadurch die russische Staatsbürgerschaft. Deutschland wies ihn wegen Angriffe auf Bismarck aus. Um 1895 verwehrte ihm auch Frankreich die Erneuerung der französischen Staatsbürgerschaft. Die Polizei mutmaßte, dass er aus dem Panamaskandal Erlöse erzielt hätte.
Er ließ sich schließlich in der Schweiz, in Territet bei Montreux am Genfersee nieder und fuhr gelegentlich heimlich nach Paris um seine Maitresse zu besuchen.
Wohl basierend auf einer Arbeit von Henri Rollin stellte der Historiker Norman Cohn die Hypothese auf, dass Cyon eine gegen Napoleon gerichtete Satire von Maurice Joly (Dialoge ..) gegen Witte umgetextet haben solle. Dieser Text soll 1897 durch Einbruch in Cyons Haus in Territet oder Beschlagnahme in Paris Pjotr Iwanowitsch Ratschkowski in die Hände gefallen sein, der ihn wiederum als Vorlage für die Protokolle der Weisen von Zion benutzt haben soll.

## Schriften
wissenschaftliche:
- De choreae indole, sede et nexu cum rheumatismo articulari peri- et endocarditide; 1864 (dissertatio inauguralis)
- Über den Einfluß der Temperaturveränderungen auf Zahl, Dauer und Stärke der Herzschläge ; 1866
- mit Carl Ludwig: Die Reflexe eines der sensiblen Nerven des Herzens auf die motorischen der Blutgefässe; 1866
- Die Lehre von der Tabes dorsualis, kritisch und experimentell erläutert; 1867
- Über die Wurzeln, durch welche das Rückenmark die Gefäßnerven für die Vorderpfote aussendet; 1868
- Über die Nerven des Peritoneum; 1868
- Hemmungen u. Erregungen im Central-System der Geschweren; Petersburg, 1871
- Principes d'électrothérapie; Paris, 1873
- Zur Hemmungstheorie der reflectorischen Erregungen; 1874
- Methodik der Physiologischen Experimente und Vivisectionen. Verlag: Carl Ricker,  Giessen und St. Petersburg 1876
  - Atlas zur Methodik der Physiologischen Experimente und Vivisectionen. LIV Tafeln in Holzschnitt. Verlag: Carl Ricker Giessen und St. Petersburg 1876  (im Bestand der Bucherei von  Wilhelm Wundt in Leipzig)

- Rapports physiologiques entre le nerf acoustique et leappareil moteur de le Oil; 1876
- Les organes périphériques du sens de leespace; 1877
- Recherches expérimentales sur les fonctions des canaux semi-circulaires et sur leur rôle dans la formation de la notion de l'espace; 1878
- Gesammelte physiologische Arbeiten; 1888

- Les nerfs du coer : anatomie et physiologie ; avec une préface sur les rapports de la médicine avec la physiologie et la bactériologie; 1905
- Die Nerven des Herzens, ihre Anatomie und Physiologie; 1907
- Das Ohrlabyrinth als Organ der mathematischen Sinne für Raum und Zeit; 1908
- Leib, Seele und Geist : Versuch einer physiologischen Differenzirung der psychischen Functionen; 1909
- Die Gefäßdrüsen als regulatorische Schutzorgane des Zentral-Nervensystems; 1910
- Gott und Wissenschaft; 1912
  - 1. Psychologie der großen Naturforscher
  - 2. Neue Grundlagen einer wissenschaftlichen Psychologie

geschichtliche, politische:
- La guerre ou la paix?; 1891
- Nihilisme et anarchie; 1892 (im selben Jahr wurde unter dem Pseudonym Jéhan-Préval Anarchie et nihilisme herausgebracht)
- M. Witte et les finances russes d'après des documents officiels et inédites; 1895
- Histoire de l'entente franco-russe, 1886-1894: documents et souvenirs; 1895 (Online)
- Ou la dictature de m. Witte conduit la Russie (Online)
- Les Finances russes et l'épargne française; 1895
- Du la dictature de M. Witte conduit la russie; 1897
- M. Witte et ses projets de faillite devant le conseil de l'empire; 1897